# Dídimo de Castro
Dídimo de Castro Pereira, mais conhecido como  Dídimo de Castro (Esperantina, 16 de fevereiro de 1944) é um jornalista, radialista, comentarista e locutor esportivo brasileiro. Atualmente Dídimo de Castro é apresentador e comentarista da TV Cidade Verde e radialista da Rádio Cidade Verde. Em 1962 juntou-se a Carlos Said, e formou a dupla esportiva mais conhecida no estado do Piauí. É autor do livro Gol contra a imprensa esportiva.
Em 19 de outubro de 2022, Dídimo fez sua última narração no rádio: a final da Copa do Brasil entre Corinthians e Flamengo, direto do Maracanã no Rio de Janeiro. O jogo foi levado ao ar pelas emissoras da Rádio Cidade Verde em Teresina e Pedro II.

## Homenagens
O Ginásio Poliesportivo Dídimo de Castro na cidade de Esperantina leva o seu nome em sua homenagem, recebeu também a comenda da Ordem Estadual do Mérito Renascença em Teresina.